# Francesco Muzzioli
Francesco Muzzioli (Roma, 17 gennaio 1949) è un critico letterario italiano.

## Biografia
Si è laureato in Lettere con una tesi sulla poesia sperimentale italiana presso l'Università di Roma "La Sapienza" nel 1971. Nello stesso ateneo, dopo un lungo periodo di attività didattica nell'ambito della Letteratura italiana moderna e contemporanea, si è dedicato all'insegnamento della Teoria della letteratura.
Fin dai primi anni settanta ha fatto parte del gruppo redazionale Quaderni di critica (insieme a Filippo Bettini, Marcello Carlino, Aldo Mastropasqua, Giorgio Patrizi). Qui ha contribuito alla pubblicazione del primo numero con quella sigla, nel 1973, con tema la Neoavanguardia e poi alle riviste-libro pubblicate dall'editore Savelli: Marxismo e strutturalismo nella critica letteraria italiana (1974); L'alternativa letteraria del '900: Gadda (1975); Teorie letterarie nella Scuola di Francoforte (1976).
È invece del 1981 un libello teorico-propositivo intitolato Per una ipotesi di scrittura materialistica (Bastogi), pubblicato sempre con il gruppo redazionale dei Quaderni di critica. Significativi sono anche i contributi agli ultimi lavori critici del gruppo, usciti presso l'editore Lithos: Volponi e la scrittura materialistica (1995) e Edoardo Cacciatore: la rivoluzione poetica del Novecento (1997). Dal 1983 al 1992 è poi nella redazione della rivista L'ombra d'Argo, diretta da Romano Luperini, successivamente ribattezzata Allegoria.
È in questo periodo che Muzzioli avvia un percorso di critica delle ideologie contemporanee fino ad un rilancio del metodo “materialistico”, nel cui ambito rientrano soprattutto i saggi su Derrida, su Benjamin e il contributo sull'allegoria in Campana.
Negli anni ottanta ha collaborato alla rivista Alfabeta, partecipando anche ai convegni organizzati dalla rivista stessa: oltre che al dibattito su Il senso della letteratura (Palermo, 9-11 novembre 1984) è intervenuto poi in quello conclusivo del convegno Ricercatori & Co (Viareggio, 26-28 marzo 1987). Ha fatto parte, nella fase iniziale, della redazione della rivista Avanguardia.
È autore di numerosi volumi di critica: monografie su Pasolini, Éluard, Malerba; ricostruzioni della fortuna critica su Saba e Michelstaedter, e sulle avanguardie italiane degli anni sessanta e sulla letteratura italiana del primo Novecento.
Ha curato, inoltre, l'edizione del carteggio tra Folgore e Marinetti (Roma, Officina, 1987) e l'antologia Gruppo '93 (Lecce, Manni, 1990, in collaborazione con Filippo Bettini). Nella collana I nodi - che dirige con Aldo Mastropasqua per l'editore Lithos - ha pubblicato il volume Pascoli e il simbolo.
Ha preso parte all'organizzazione di diverse manifestazioni, letture, dibattiti intorno ai temi della letteratura in corso e della critica "militante". Proprio in questa prospettiva, l'antologia Terza Ondata, cui ha collaborato, ha rilanciato una nuova tendenza di scrittura non omologata. Sul piano organizzativo presso l'Università "La Sapienza", ha dato un importante contributo al convegno su Gadda (Gadda: progettualità e scrittura, Roma, 25-27 ottobre 1984), oltre che a quello su Avanguardia vs. postmodernità (Roma, 10-11 aprile 1997). È intervenuto per due volte con seminari presso l'Università di Århus (Danimarca) trattando della narrativa e della poesia italiana del Novecento, e due volte ha partecipato a convegni promossi dall'UCLA (USA, California).
Si è occupato della letteratura fantastica e dell'allegoria, con un'attenzione particolare al suo lato più cupo e frequentato dalla contemporaneità letteraria, quello della distopia, soprattutto nel saggio Scritture della catastrofe.
All'attività del critico si affianca anche l'impegno poetico, reso concreto dal libro Alla corte del corto. Rientra in quest'ambito anche la collaborazione con l'associazione culturale "Lavatoio Contumaciale", laboratorio di poesia ed arti visive; un'esperienza coronata dal recente volume "Poesia a comizio" di cui Muzzioli è stato curatore insieme a Marcello Carlino.

## Opere
- Come leggere Ragazzi di vita di Pier Paolo Pasolini, Mursia, 1975
- La critica e Saba, Bologna, Cappelli, 1976
- Paul Éluard, Firenze, La Nuova Italia, 1977
- Teoria e critica delle letteratura nelle avanguardie italiane degli anni Sessanta, Roma, Istituto dell'Enciclopedia italiana, 1982
- Contro Derrida, II. L'equivoca strategia della decostruzione, in «L'ombra d'Argo» n. 9, 1986, pp. 81–96
- La letteratura italiana del primo Novecento, Roma, La Nuova Italia Scientifica, 1986 (in collaborazione con Marcello Carlino).
- Michelstaedter, Lecce, Milella, 1987
- Malerba, Roma, Bagatto libri, 1988
- Interpretazione e presa di posizione nella critica letteraria di Walter Benjamin, in "Allegoria" n. 4, 1990
- Il problema della allegoria in Campana, in "Allegoria" n. 10, 1992
- Pascoli e il simbolo, Roma, Lithos, 1993
- Le teorie della critica letteraria, Roma, La Nuova Italia Scientifica, 1994 (nuova edizione ampliata, Roma, Carocci, 2005).
- Lo sperimentalismo di Ruffato tra ricerca linguistica e utopia sociale, in La poesia di Cesare Ruffato, Ravenna, Longo, 1998
- Teoria come linguaggio internazionale e come mezzo di produzione, introduzione a Jonathan Culler, Teoria della letteratura, Roma, Armando, 1999
- Le teorie letterarie contemporanee, Roma, Carocci, 2000
- L'alternativa letteraria, Roma, Meltemi Editore, 2001, ISBN 978-88-8353-137-8
- Le strategie del testo, Roma, Meltemi Editore, 2004, ISBN 88-8353-359-3
- Scritture della catastrofe, Roma, Meltemi Editore, 2006, ISBN 978-88-8353-568-0
- Quelli a cui non piace, Roma, Meltemi Editore, 2008, ISBN 978-88-8353-657-1
- Terminal text, Rieti, Funambolo Edizioni, 2015, ISBN 978-88-9923-306-8
- Dizionario dell'alternativa letteraria, Milano, Fabio D'Ambrosio Editore, 2022, ISBN 978-888831938 4
- Fontana, Roma, Vita Nostra Edizioni, 2025, ISBN 979-8-307477-21-2